# Andrei Shigorev
Bản mẫu:Eastern Slavic name
Andrei Vladimirovich Shigorev (tiếng Nga: Андрей Владимирович Шигорев; sinh ngày 25 tháng 9 năm 1997) là một cầu thủ bóng đá người Nga. Anh thi đấu cho F.K. Lokomotiv Moskva.

## Sự nghiệp câu lạc bộ
Anh có màn ra mắt tại Giải bóng đá chuyên nghiệp quốc gia Nga cho F.K. Saturn Ramenskoye vào ngày 28 tháng 5 năm 2017 trong trận đấu với FC Kaluga.